# Megacariocito
Los megacariocitos (del griego μεγας (megas = grande) + καριον (carion = núcleo) + κυτος (cytos = célula) (célula gigante multilobulada) son unas células muy conspicuas que forman parte del tejido hematopoyético de la médula ósea y de otros tejidos hematopoyéticos. Se trata de una célula muy grande (mide unos 30 μm de diámetro), poliploide y polinucleadas, con numerosas ramificaciones.
La participación del megacariocito en la hematopoyesis (formación de los elementos formes de la sangre) se limita a la producción de las plaquetas o trombocitos. Para formar las plaquetas, los megacariocitos liberan fragmentos de su citoplasma directamente a un vaso sinusoide (vaso poroso), pasando así a la circulación sanguínea.
El proceso madurativo desde la célula madre hasta megacariocito, posteriormente a trombocitos se denomina trombopoyesis